# Bolbitis confertifolia
Bolbitis confertifolia är en träjonväxtart som beskrevs av Ren-Chang Ching. Bolbitis confertifolia ingår i släktet Bolbitis och familjen Dryopteridaceae. Inga underarter finns listade.